# Martin Polasek (Regisseur)

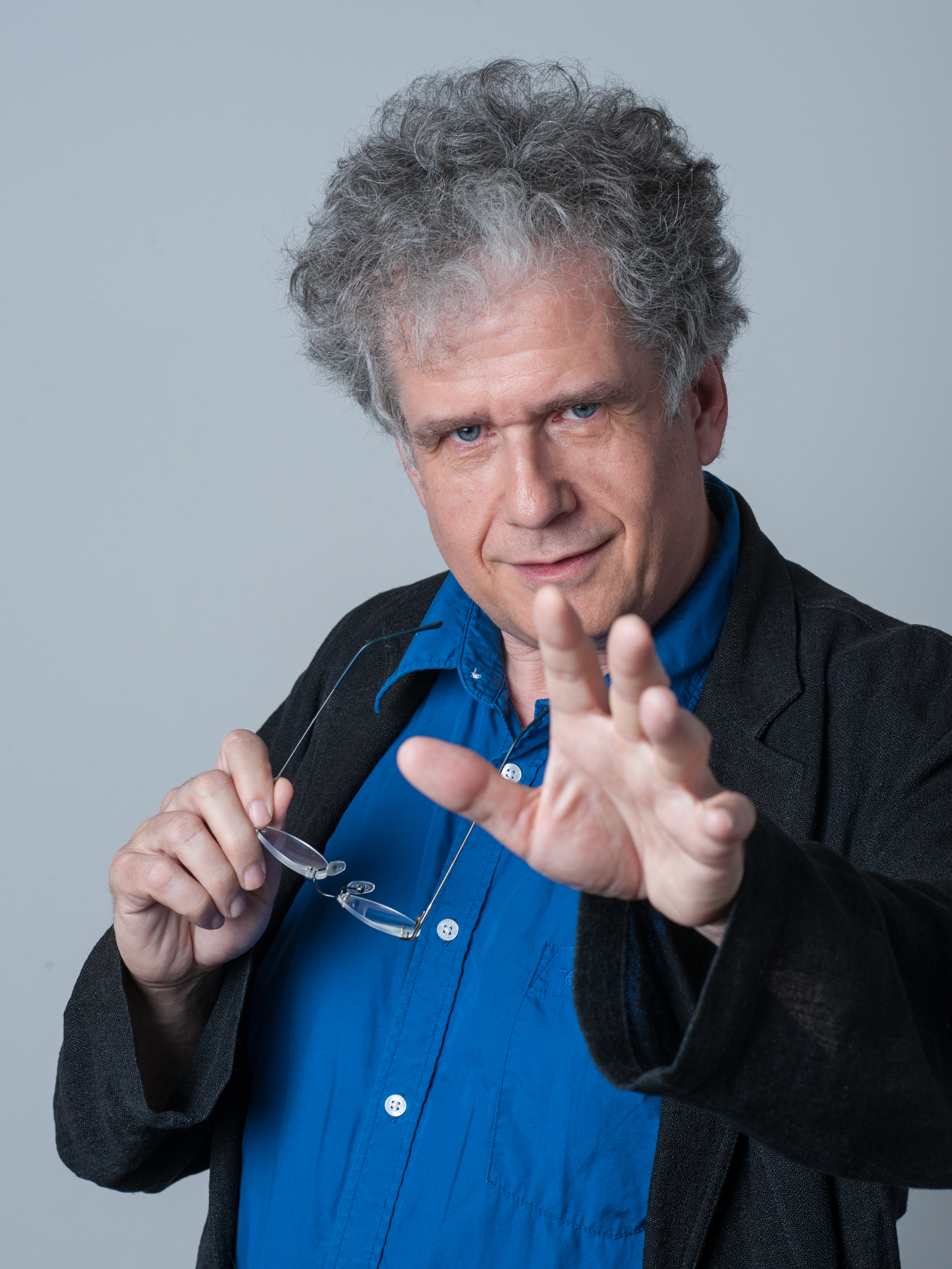
Martin Polasek (2016)

Martin Polasek (* 18. Dezember 1955 in Wien) ist ein österreichischer Fernseh- und Theaterregisseur.

## Leben und Wirken
Martin Polasek ist seit 1980 beim ORF tätig, für den er in verschiedenen Bereichen als Fernsehregisseur arbeitet. In dieser Funktion war er für zahlreiche Fernsehübertragungen von Konzerten, Theater- und Opernaufführungen verantwortlich. Er gestaltete Fernseh-Porträts von Künstlern und feuilletonistische Dokumentationen und inszenierte Unterhaltungs- und Showformate, etwa Phettbergs Nette Leit Show und Fernsehsendungen von Projekt X. Für seine für 3sat produzierte Dokumentation Reise zum unerforschten Grund des Horizonts (2008) über Gert Jonke erhielt Polasek gemeinsam mit Ingrid Ahrer den Fernsehpreis der Erwachsenenbildung 2008. Er ist auch als Theaterregisseur tätig, beispielsweise inszenierte er 1998 Biedermann und die Brandstifter an der Studiobühne Villach. Polasek unterrichtet ferner an verschiedenen Hochschulen. So wirkte er als Dozent für Videogestaltung und Regie an der Zürcher Hochschule der Künste und als Lektor an der Donau-Universität Krems.